# Florina (stad)
Florina (Grieks: Φλώρινα) is sedert 2011 een fusiegemeente (dimos) in de Griekse bestuurlijke regio (periferia) West-Macedonië.
De vier deelgemeenten (dimotiki enotita) van de fusiegemeente zijn:
- Florina (Φλώρινα)
- Kato Kleines (Κάτω Κλεινές)
- Meliti (Μελίτη), met een wijk Vevi (Βεύη)

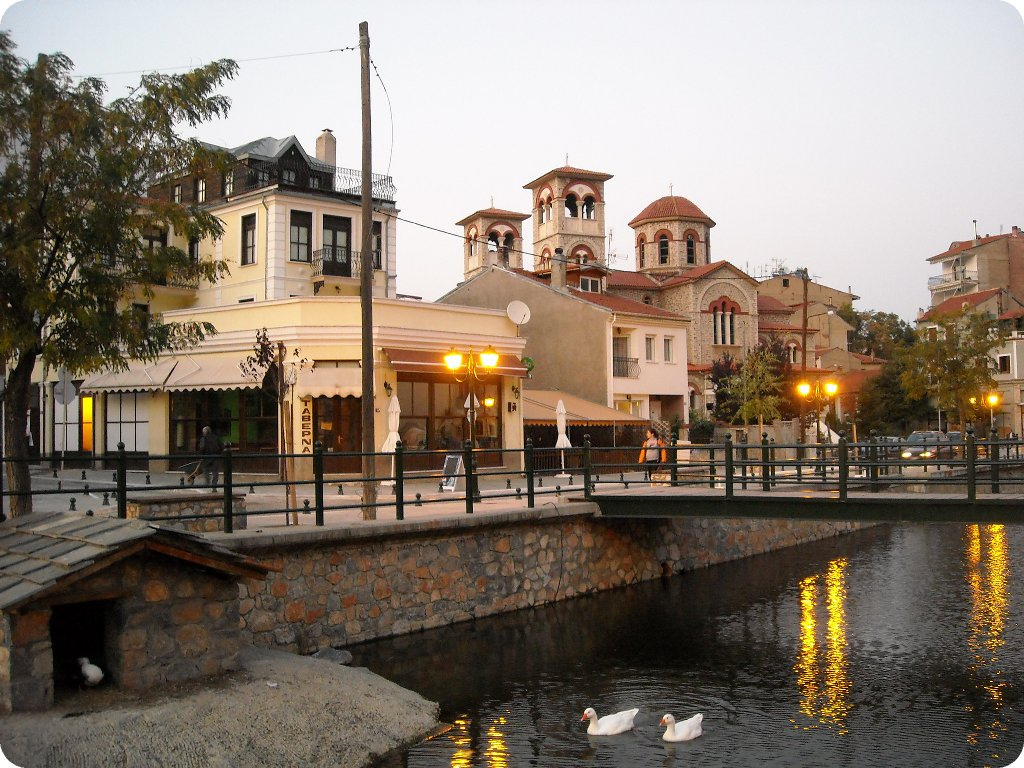
Kathedraal

- Perasma (Πέρασμα)